# 島田政辰
島田 政辰（しまだ まさたつ）は江戸時代初期の武士（旗本）。

## 生涯
延宝2年（1674年）7月18日、13歳の時に初めて将軍徳川家綱に拝謁し、天和3年（1683年）9月25日には小姓組の番士となる。
元禄元年（1688年）3月28日に進物番、元禄3年（1690年）5月18日には桐間番を務めた後、6月28日に小姓、8月18日に中奥番士となる。元禄14年（1701年）8月11日に徒頭に任命され、同年12月18日に布衣の着用を許可される。また、同年12月22日に200石を加増され、翌元禄15年（1702年）に領地を賜り、下野国内で500石を知行された。
宝永元年（1704年）8月11日には書院番組頭に任命され、宝永2年（1705年）12月23日に父の遺跡を継ぎ、武蔵国入間郡、上野国邑楽郡・山田郡、下野国梁田郡にて2500石を知行（前に与えられた所領は収公された）。
宝永5年（1708年）6月28日に普請奉行に転任し、宝永7年（1710年）12月18日に従五位下佐渡守に叙任された。享保4年（1719年）1月11日に旗奉行、享保6年（1721年）5月20日に留守居となった。
享保8年（1723年）2月7日、62歳で死去。